# Antônio Parreiras
Antônio Parreiras (1860–1937) fue un pintor brasileño. Aunque gran parte de su obra está formada por desnudos y pintura de historia, Parreiras se expresó mejor en el paisaje, que combinaba influencias europeas con las de su Brasil nativo.

## Biografía
Parreiras era hijo del major Jacinto António Diogo Parreiras y de Maria Rosa da Silva Parreiras., una familia numerosa con nueve hijos. Ingresó en 1882, a los 22 años de edad, en la Academia Imperial de Bellas Artes de Río de Janeiro, que abandonó en 1884 para dedicarse a un curso libre de pintura del profesor alemán George Grimm. Con motivo del viaje de su maestro por el interior de Brasil, Parreiras continuó sus estudios de manera autodidacta en 1885. George Grimm le enseñó fundamentalmente pintura de paisajes, flora y fauna. El pintor alemán incluyó en Parreiras para que se apartara de las tradiciones académicas de la pintura en favor de la observación directa de la naturaleza, pinceladas libres y luminosidad.

## Trayectoria
Parreiras viajó por toda Europa durante una serie de años, visitando muchos países incluidos Alemania, Italia y Francia, mostrando sus primeros desnudos femeninos en el Salón de París en 1907. Siguió visitando Europa después de regresar permanentemente a Brasil en 1914, y en 1929 recibió una medalla de oro en la Exposición Universal de Sevilla.
Parreiras también fundó la Escuela Plein Air en Niterói, Brasil, y un museo que conserva muchas de sus obras, el Museo Antônio Parreiras, también en Niterói.